# Последице (филм из 2018)
Последице ( словен. Posledice) је словеначка драма из 2018. године у режији Дарка Штантеа. Рачуна се као први филм са ЛГБТ тематиком икада снимљен у Словенији. У филму глуми Матеј Земљич као Андреј, проблематични тинејџер који је осуђен на затвор у омладинском притвору након низа ситних злочина, а налази се сексуално и романтично привучен Жељком (Тимон Штурбеј), тешким и харизматичним самозваним вођом групе дечака у центру.
Филм је имао званичну премијеру у програму Discovery на Међународном филмском фестивалу у Торонту 2018. пре него што је имао прву пројекцију у Словенији на Фестивалу словенaчког филма. Добитник је неколико награда на Фестивалу словеначког филма, укључујући најбољу режију, најбољег глумца (Земљич), најбољу споредну улогу (Штурбеј), награду публике и награду жирија словеначке филмске критике.
Филм је кренуо да се приказује у биоскопима у Словенији у октобру 2018. а имао је ограничену међународну дистрибуцију 2019.